# Konstantin X
 Konstantin X Dukas, född 1006, död 1067, var monark i kejsardömet Bysans mellan år 1059 och 1067.
Konstantin utsågs av Isak I Komnenos till efterträdare på tronen, säkerligen under förhållandenas tryck, då de representerade var sitt av två om makten stridande pariter, Isak militär- och Konstantin ämbetsmannapartiet. Konstantin besteg tronen 1057. Som ämbetsman hade Konstantin visat sig som ett finansgeni, som kejsare var han ganska obetydlig. Stödd på ämbetsmän och präster gjorde han sitt till för att försvaga militären, trots hot från yttre fiender.